# Anatoli Gennadjewitsch Aksakow

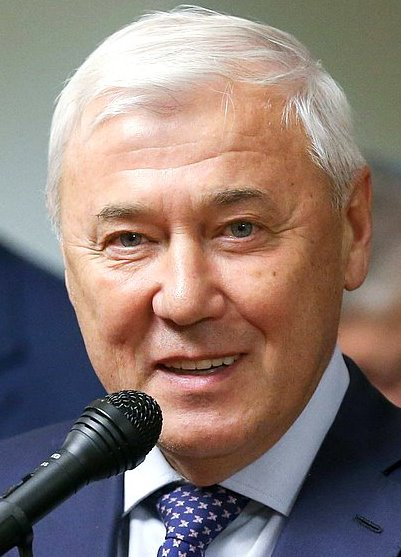
Anatoli Aksakow, 2018

Anatoli Gennadjewitsch Aksakow (russisch Анато́лий Генна́дьевич Акса́ков; * 28. November 1957 in Jermolajewo, Baschkirische ASSR) ist ein russischer Wirtschaftswissenschaftler und Politiker der Partei Gerechtes Russland.

## Leben
Aksakow studierte Wirtschaftswissenschaften an der Lomonossow-Universität in Moskau. Als Dozent lehrte er ab 1986 an der Tschuwaschischen Staatlichen Universität in Tscheboksary. Von 1994 bis 1997 war er Stellvertretender Direktor des Wirtschaftsinstitutes in Tscheboksary. 
Zwischen 1997 und 2000 war Aksakow stellvertretender Vorsitzender des Ministerkabinetts und Wirtschaftsminister der Republik Tschuwaschien.
Aksakow ist seit 1999 Abgeordneter der Russischen Duma. Zudem sitzt er im Vorstand der russischen Wirtschaftsorganisation Russische Union von Industriellen und Unternehmern. 
Von 2002 bis 2009 war er Mitglied des Nationalen Bankenrats der Zentralbank von Russland.
Von 2015 bis 2020 bekleidete Aksakow die Position des akademischen Direktors der Abteilung für Finanzmärkte an der staatlichen Finanzuniversität der Regierung der Russischen Föderation.

## Privates
Aksakow ist verheiratet und hat zwei Kinder.